# Espectáculo de medio tiempo del Super Bowl 50
El espectáculo de medio tiempo del Super Bowl 50 se llevó a cabo el 7 de febrero de 2016 en el Levi's Stadium, ubicado en la ciudad de Santa Clara, California, como parte de la 50.ª edición del Super Bowl. La banda británica Coldplay fue la encargada de encabezar la actuación, contando además con artistas como Bruno Mars y Beyoncé como invitados especiales. En el espectáculo se interpretaron varios de los mayores éxitos de la banda como «Viva la Vida» y «Paradise», así como el éxito de Mark Ronson junto a Mars, «Uptown Funk» y el tema «Formation» de Beyoncé, el cual estrenó ese día.
El espectáculo fue visto por más de 115.5 millones de personas en los Estados Unidos, siendo en aquel momento el segundo más visto en la historia del evento, únicamente detrás del encabezado por Katy Perry el año anterior. En las reseñas de la actuación, los expertos alabaron las intervenciones de Mars y Beyoncé, pero criticaron duramente a Coldplay por ofrecer un espectáculo «aburrido». A pesar de esto, la banda vio un aumento significativo en sus ventas a nivel mundial la semana posterior a la actuación.

## Antecedentes y anuncio

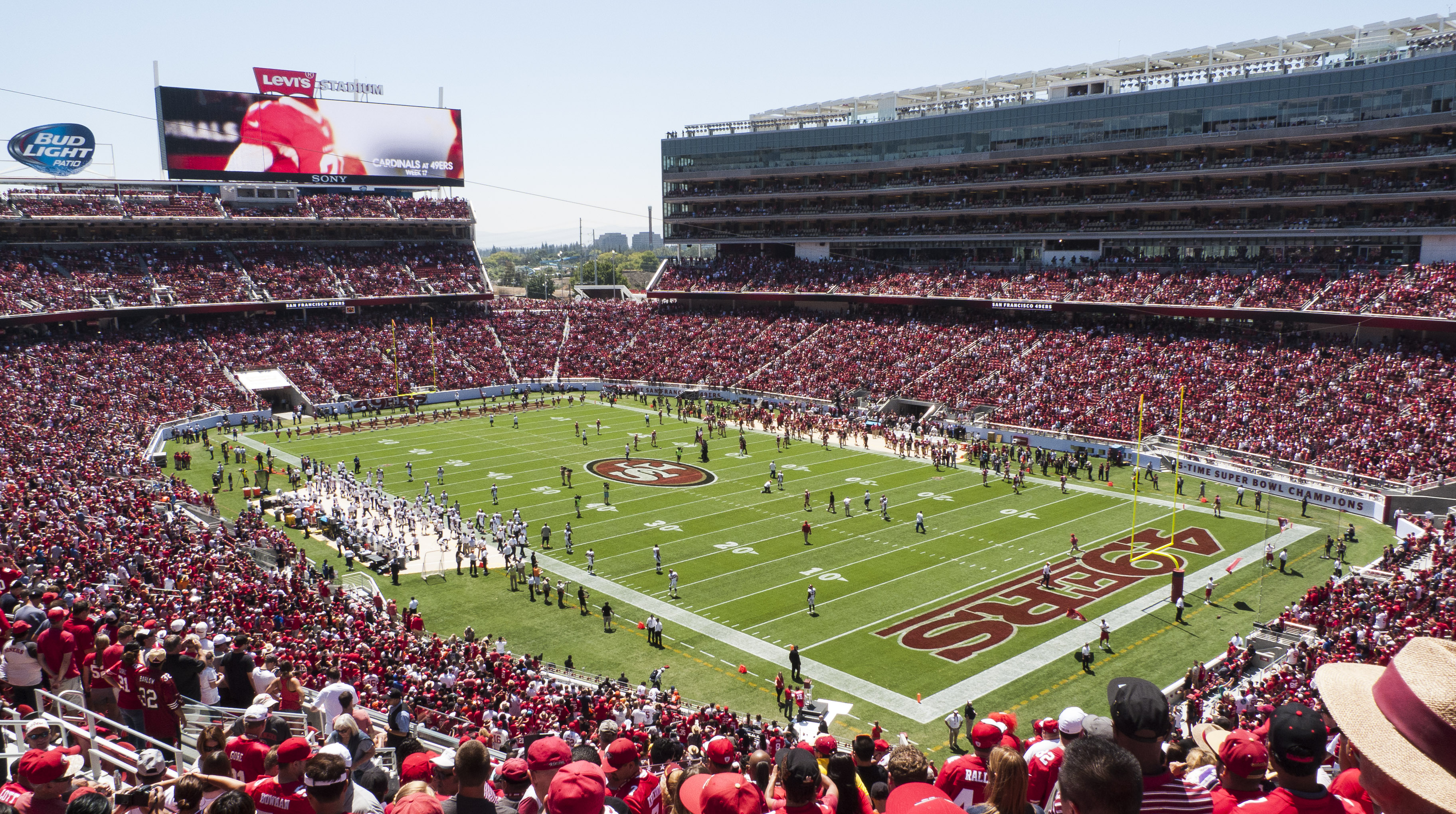
Levi's Stadium, recinto escogido para albergar el Super Bowl.

En agosto de 2014, Coldplay fue, junto a Rihanna y Katy Perry, uno de los actos considerados para encabezar el espectáculo de medio tiempo del Super Bowl XLIX, que tendría lugar en febrero de 2015. Dos meses después, se confirmó que de los tres, sería Perry quien llevaría a cabo la actuación. En noviembre de 2015, varios medios informaron que el espectáculo de medio tiempo para el Super Bowl 50 sería encabezado por numerosos artistas. No obstante, el 3 de diciembre de ese año, se confirmó que Coldplay sería el acto encargado de realizar la actuación.
A comienzos de enero de 2016, la prensa local informó que Bruno Mars y Beyoncé serían los invitados especiales de la banda. Al respecto, Mars comentó en una entrevista con la revista Rolling Stone que fue Chris Martin quien lo invitó a la presentación, pero Mars rechazó la oferta porque no quería repetir lo que había realizado dos años antes. Sin embargo, Martin estaba decidido a incluir a Mars en la actuación, así que lo invitó a su estudio en Malibú, donde le comentó a Mars que quería que interpretara su tema «Uptown Funk» junto a Beyoncé. Pese a ello, Mars mantuvo su postura y comentó que solo realizaría la actuación si Beyoncé aceptaba. Tras esto, Martin realizó una videollamada a Beyoncé, quien aprobó la idea. En un principio, tanto Mars como Beyoncé se mostraron reacios a realizar la actuación debido a que ambos estaban haciendo dieta y se encontraban sumamente estresados dado que estaban trabajando en sus álbumes Lemonade y 24K Magic, los cuales saldrían más tarde ese año.

## Actuación
El espectáculo comenzó con numerosos admiradores ingresando al centro del estadio mientras Chris Martin cantaba el estribillo de «Yellow». Seguidamente, a Martin se le unieron el resto de los integrantes Coldplay para presentar «Viva la Vida», «Paradise» y «Adventure of a Lifetime» en el centro del escenario principal acompañado de una orquesta dirigida por Gustavo Dudamel. Acto seguido, Mark Ronson toca «Uptown Funk» y Bruno Mars aparece con numerosos bailarines para interpretar la primera mitad de la canción. En el verso «stop, wait a minute», la canción se detiene y Beyoncé aparece del otro lado del estadio para cantar «Formation». Posteriormente, Beyoncé y sus bailarinas se incorporan a Mars y sus acompañantes para interpretar el resto de «Uptown Funk». Al final de la canción, Martin se une al grupo y los tres hacen un popurrí de «Fix You» y «Up&Up», el cual incluye elementos de temas de Beyoncé y Mars como «Independent Women» y «Just the Way You Are». Durante esto, se muestra un vídeo recopilatorio con algunos de los momentos más destacados en la historia del Super Bowl, entre ellos los espectáculos de medio tiempo de Michael Jackson y los Black Eyed Peas, así como el himno nacional de Whitney Houston.

## Recepción

### Audiencia y comentarios de la crítica
En términos de audiencia, la actuación fue vista por 115.5 millones de personas en los Estados Unidos, siendo la segunda más vista en la historia del evento, tras la presentación de Katy Perry en 2015 (118.5 millones). De acuerdo con Nielsen Ratings, el espectáculo fue más visto que el partido en cuestión, el cual promedió 111.9 millones en audiencia a lo largo de su emisión.
En cuanto a críticas, la actuación contó con comentarios mixtos de parte de los expertos, que alabaron la intervención de Bruno Mars y Beyoncé, pero reprobaron el resto del espectáculo. Según Jon Jaramanica de The New York Times, Coldplay parecía más «un soporte que un acto de verdad», destacando que la presentación de Beyoncé fue «el verdadero espectáculo de la noche». Robert Bianco de USA Today coincidió con los comentarios al mencionar que el escenario era demasiado grande para Chris Martin, quien además intimidó a la audiencia con su exceso de energía y saltos innecesarios. Bianco también destacó que Beyoncé «se robó el espectáculo» con su intervención. Chris Chase de Fox Sports describió la actuación de Coldplay como «aburrida» e «innecesaria», aunque habló favorablemente de las presentaciones de Bruno Mars y Beyoncé. Wendy Geller de Yahoo! expresó que Mars y Beyoncé fueron lo único bueno del espectáculo y criticó el vídeo mostrado al final, el cual resultó ser «más confuso que conmovedor». Igualmente, Alex Needham de The Guardian afirmó que la presentación fue «débil» hasta la aparición de Beyoncé, quien opacó completamente los himnos de la banda.

### Controversia
Tras la actuación, Beyoncé fue criticada por algunos seguidores del conservadurismo social que consideraron que «Formation» no era una canción apta para presentarse en el Super Bowl por incitar a atentar contra la policía y por apoyar el movimiento Black Lives Matter. El entonces alcalde de Nueva York, Rudolph Giuliani, criticó la actuación por promover el anarquismo y por incluir simbolismo Black Power diciendo: «Esto es fútbol, no Hollywood, y creo que fue bastante indignante que Beyoncé usara esta plataforma para atacar a los oficiales de policía que son personas que nos protegen y nos mantienen vivos, incluyéndola». Después de ello, varios conservadores anunciaron una marcha en contra de la artista, la cual tendría lugar el 16 de febrero afuera de las oficinas de la National Football League en Nueva York, pero nadie asistió a la misma. Pese a esto, Melina Abdullah, una activista de Black Lives Matter, alabó a Beyoncé por usar su influencia para llevar justicia a la sociedad y crear conciencia.

## Impacto
Tras el espectáculo, Coldplay vio un aumento significativo en sus ventas a lo largo del mundo. En los Estados Unidos, su álbum A Head Full of Dreams saltó desde la posición 16 hasta la 4 del Billboard 200 luego de haber vendido más de 90 000 copias, lo que supuso un aumento del 265% respecto a la semana anterior al evento. Asimismo, sus seis álbumes de estudio anteriores reingresaron al conteo; Ghost Stories ubicó la casilla 65, A Rush of Blood to the Head la 73, Viva la Vida or Death and All His Friends la 75, Mylo Xyloto la 76, X&Y la 100 y Parachutes la 113. En total, la banda vendió 147 000 discos esa semana, lo que supuso un aumento del 222% respecto a la semana anterior. Igualmente, sus canciones fueron descargadas 254 000 veces, siendo «Adventure of a Lifetime» la que más ventas tuvo, con 74 000. Asimismo, la banda acumuló 40 millones de streams a través de sitios como Spotify y YouTube, lo cual representó un aumento del 71% respecto a la semana anterior. Otro que también vio un aumento considerable en ventas fue Bruno Mars; su disco debut Doo-Wops & Hooligans ascendió del puesto 174 al 107 en el Billboard 200 tras vender 6000 copias (aumento del 55%), mientras que Unorthodox Jukebox reingresó al listado en el puesto 48 con 12 000 (aumento del 234%). Igualmente, el álbum Uptown Special de Mark Ronson reingresó al conteo en el puesto 112 con 6000 unidades (aumento del 93%). En cuanto a canciones, la colaboración entre Ronson y Mars, «Uptown Funk», vendió 36 000 copias digitales (aumento del 154%) y tuvo 6.8 millones de streams (aumento del 8%), mientras que «Formation» de Beyoncé debutó en el octavo lugar del Hot R&B Songs.
Fuera de los Estados Unidos, el espectáculo también generó impacto en las ventas. En el Reino Unido, Coldplay alcanzó la cima del UK Albums Chart con A Head Full of Dreams, que hasta ese momento solo había alcanzado la segunda posición. Con ello, la banda consiguió su séptimo álbum número uno consecutivo y se convirtió en el segundo acto con más álbumes número uno en el siglo XXI tras Robbie Williams. Situación similar ocurrió en Australia, Dinamarca, Nueva Zelanda, Suecia y Suiza, donde A Head Full of Dreams reingresó a los diez primeros tras la actuación. Además de las ventas de álbumes y sencillos, Beyoncé experimentó una gran venta de entradas para su Formation World Tour, el cual fue anunciado poco después de la actuación y rápidamente agotó varias fechas en Norteamérica.

## Listado de canciones
1. «Yellow»
2. «Viva la Vida»
3. «Paradise»
4. «Adventure of a Lifetime»
5. «Uptown Funk» (Mark Ronson con Bruno Mars, incluye elementos de «U Can't Touch This»)
6. «Formation» (Beyoncé, incluye elementos de «Crazy in Love» y «Bet You Can't Do It Like Me»)
7. «Fix You» / «Up&Up» (con Bruno Mars y Beyoncé, incluye elementos de «Clocks», «Midnight», «Independent Women», «Just the Way You Are», «Purple Rain» y «Beautiful Day»)

Fuente: Billboard.

## Premios y nominaciones
| Año  | Premiación   | Categoría                                                      | Resultado | Ref.   |
| ---- | ------------ | -------------------------------------------------------------- | --------- | ------ |
| 2016 | Premios Emmy | Mejor Programa Especial                                        | Nominado  | [ 23 ] |
| 2016 | Premios Emmy | Mejor Diseño y Dirección de Luces en un Especial de Variedades | Nominado  | [ 23 ] |